# 斯科布冰川
67°23′S 60°27′E / 67.383°S 60.450°E
斯科布冰川（英語：Scoble Glacier）是南極洲的冰川，位於麥克羅伯特森地，處於坎貝爾角以西7公里，由挪威製圖師根據該國探險隊的空中照片繪入地圖。